# Костровец (герб)
Костровец (пол. Kostrowiec) — польский дворянский герб.

## Описание
На двуножнике с вогнутыми ножками (по объяснению Несецкого — это ворота, а Окольского — две горы) золотой крест, под ним полукруг в виде полумесяца с тупыми концами. На шлеме пять страусовых перьев.
Это знамя — русское. Большое с ним сходство имеет герб Еловицкий и разнится тем только, что под крестом нет полукруга, а у подставки углы острые. По объяснению Окольского, это крепостные ворота белого цвета в красном поле. См. также герб Головинских

## Герб используют
5 родовKostrowiec, Lwowicz, Morachowski, Nowohoński, Topiczewski